# Počakovo
Počakovo je naselje v Občini Radeče.